# Copiii lămpii fermecate
Copiii lămpii fermecate este o serie de romane fantasy pentru copii, adolescenți și adulți scrisă de autorul englez Philip Kerr. Este vorba despre povestea a doi gemeni djinii (John și Philippa Gaunt) și aventurile lor din lumea djinnilor. Prima carte, Akhnaton și Djinii Captivi, a fost publicată în România în 2006. A doua carte (Babilonul Djinului Albastru) și a treia carte (Cobra, Regele din Katmandu) au fost publicate tot în 2006. A patra carte a fost publicată în 2008 și se numește Djinii Razboinici. Cărțile vor fi ecranizate de către DreamWorks. A șașea carte va fi lansată în SUA pe data de 1 noiembrie 2010. Aceasta se numeste Fachirii din Faizabad.

## Cărțile

### Akhnaton și Djinnii Captivi
John și Philippa sunt doi gemeni în vârstă de 12 ani, cu o mamă remarcabilă și cu un tată nu prea arătos, dar foarte amabil care trăiesc într-o viață de lux în New York. Într-o zi, ambilor copii le cresc măselele de minte. Sunt nevoiți să facă o operație pentru a le scoate. În timpul operației, în vis, li se arată unchiul lor, Nimrod, care le spune să vină în Londra în timpul vacanței de vară. Odată ajunși la Londra, Nimrod le spună că sunt djinni și că trebuie să meargă la Cairo pentru a-i învăța cum să-și folosească puterile. Aici dau peste o aventură, și anume găsirea celor 70 de djinni captivi ai lui Akhnaton, un faraon din dinastia a optsprezecea. De la un Ferrari roz la cămile. Împreună cu Nimrod, unchiul lor; cu Groanin, majordomul cu un singur braț; cu Creemy servitorul lui Nimrod din Egipt și cu D-l Rakshasas, bătrânul djinn care suferă de agorafobie aceștia rezolvă misterul și găsesc cei 70 de djinni într-un muzeu din Londra, menținând astfel balanța dintre bine și rău în echilibru.

### Babilonul Djinnului Albastru
John și Philippa Gaunt, gemenii de 12 ani care au descoperit că provin dintr-o familie străveche de djinni și care sunt în posesia unor puteri mari s-au întors în New York după ce l-au învins pe Iblis, Ifritul în Cairo închizându-l într-o sticlă de parfum. Acum misterul este legat de o carte, numită Grimoarul lui Solomon care dispare. Gemeniisunt trimiși de Djinnul Albastru să recupereze cartea dar li se întinde o capcană, Philippa fiind răpită de Ayesha (Djinnul Albastru și bunica ei în același timp) pentru a o face următorul Djinn Albastru. Aceasta a fost salvată la timp de fratele său care a trecut de multe obstacole, cel mai greu fiind acela de a omorî o copie fidelă a tatălui său. În acest timp, unchiul lor Nimrod căuta un înlocuitor Philippei neștiind că Ayesha a făcut o înțelegere cu mama gemenilor, Layla Gaunt. dar nimeni nu știa cu Bull Huxter, un prieten al lui Edward, tatăl gemenilor, se îndrepta către o rachetă din Guyana Franceză pentru al trimite pe Iblis pe Venus timp de 10 ani. Acesta aruncă sticla la gunoi care este găsită de un copil de nume Galibi. Iblis îl păcălește pe copil și scapă din sticlă, transformându-l pe Galibi într-o păpușă vie.  Gemenii și unchiul lor ajung prea târziu, iar Iblis reușește să scape.

## Personaje
John Gaunt
Philippa Gaunt
Nimrod Godwin
Layla Gaunt
Edward Gaunt
Domnul Groanin
Domnul Rakshasas
Alan și Neil (Winston si Elvis)
Doamna Trump
Dybbuk Sachertorte
Faustina Sachertorte
Ayesha Godwin
Iblis Teer
Rudyard Teer
Creemy

## Triburile de djinni
În cărți sunt prezentate 6 triburi de djinni dintre care 3 triburi de djinni buni: 
- Marid

•John Gaunt
•Philippa Gaunt
•Layla Gaunt
•Nimrod Godwin
•Mr Rakshasas
•Ayesha Godwin
•Dybbuk Sachertorte
•Jenny Sachertorte
•Faustina Sachertorte
- Jann

•Frank Vodyannoy
•Zadie Eloko
•Baron Reinhold von Reinnerassig
- Jinn

•Rabbi Joshua
și 3 triburi de djinni răi: 
- Ifrit

•Iblis Teer (
•Rudyard Teer
•Jonathan Teer
•Palis the Footlicker
•Dybbuk Sachertorte
•Jirjis Ibn Rajmus 
- Ghul

•Mimi de Ghulle
•Lilith de Ghulle
- Shaitan.